# 名立駅
名立駅（なだちえき）は、新潟県上越市名立区名立大町字町田道下にある、えちごトキめき鉄道日本海ひすいラインの駅である。

## 歴史
後に北陸本線となる区間のうち、米原 - 富山間は鉄道敷設法の第一期線に指定されていたのに対し、富山 - 直江津間は第一期線ではなく、地元の建設促進の陳情にもかかわらず鉄道の建設は遅れていた。1906年（明治39年）1月の帝国議会での協賛によりようやく富山 - 直江津間に着工されることになり、路線の両側から工事が進められることになった。1911年（明治44年）7月1日に名立 - 直江津間が開通し、まずは終着駅として名立駅が開設された。鉄道開通が遅れていたこの地域の人々にとって、駅の開業は大きな喜びで、名立尋常高等小学校の運動場で盛大な祝賀会が開催され、夜はちょうちん行列で賑わったと記録されている。続いて1912年（大正元年）12月16日に名立 - 糸魚川間が開通して名立駅は中間駅となり、さらに1913年(大正2年）4月1日に青海 - 糸魚川間が開通したことで北陸本線が全通した。
当初の名立駅は名立小泊港の近くに設置され、大字名立小泊229番地の2に所在していた。当初は客貨とも少なかったが、北陸本線が全通する頃になるとかなりの利用を見せるようになった。
当駅に発着する貨物で特徴的なものとしては、発送品として鮮魚が挙げられる。毎年4月から9月まで、小ダイ、サバ、イカなどを氷詰めにして発送していた。1954年（昭和29年）に新しい漁法が導入されると大漁続きとなり、サバ、アジなどを全国に出荷するようになり、1日に26両の貨車を送り出したこともあったという。しかし1960年（昭和35年）頃にはこの新しい漁法も衰退してしまった。このほかに年間800トンに上る炭の出荷が行われていた。また名立町内には灸に用いるもぐさを生産する工場があったことから、到着品としてはその材料となるヨモギが多く、貨物扱いの廃止まで続いた。
名立駅を利用する旅客としては、直江津や高田方面へ鮮魚の行商へ行く女性がかつては多くみられていた。名立の行商の最盛期は昭和30年代から40年代にかけてであったが、駅が移転して遠くなったこともあり衰退した。かつての名立町は西頸城郡に属していたものの、生活圏としては上越市側に属していたことから、駅の利用客の多くが上越市方面への通勤通学客で占められるようになっている。
糸魚川 - 直江津間の北陸本線は、地すべり・雪崩・積雪・風水害などの災害が相次ぐ区間であった。1963年（昭和38年）1月12日からの大雪では、約1か月にわたり北陸本線が不通となった。さらに同年3月16日16時過ぎには、能生町小泊において大規模な地すべりが発生し、能生駅を出発した直後であった敦賀発直江津行き7両編成の普通列車が崩壊区間に突っ込む事故が起きた。地元の住宅約30戸が地すべりに巻き込まれて全壊し、死者2名、行方不明者2名を出し、機関車は日本海まで押し流されたものの、列車の乗員乗客約150名は全員が無事であった。この災害により20日間にわたって北陸本線が不通となった。
こうした防災上の問題点を抱えていたことに加え、この当時北陸本線の輸送需要が増加しつつあって線路容量の低いこの付近が隘路となっていたことから早期の複線化が望まれ、1963年（昭和38年）6月14日に複線化ルートの調査が開始された。この結果、現在線では地すべりの時期も規模も予想困難で、抜本的な防止対策は不可能であり、危険度の高い地域を避けて新線を建設する必要があると結論付けられた。これに基づいてAからCの3つのルートが立案されて比較検討されたが、名立駅についてはA・Bルートでは廃止となる構想であった。一方CルートはBルートを名立付近で海岸側に寄せて、新しい名立駅を従来より約1,800メートル山側に設置するものとなっていた。
1963年（昭和38年）時点で、内陸に長大トンネルを通す計画があることが新聞報道されており、また複線化の調査のための地質調査が相当内陸まで実施されていたことから、地元では線路が内陸に移転しトンネル内となって駅がなくなることへの警戒感が広まり、翌1964年（昭和39年）3月には反対運動を進める反対対策会議が結成された。特に、長大トンネル案では駅が失われる名立町では強い反対があり、周辺市町村にも働きかけて反対運動が推進された。現在線を複線電化することが要望され、また新潟県ではトンネル案が実現する場合は現在線をローカル線として残すという提案もなされた。国鉄が検討した新しいルートでは、より現在線に近くなり、新しい名立駅を従来駅より約800メートル山よりに設置するものとなった。これに対して名立町では、地形から見て将来発展するためには新駅の位置はかえってプラスであるという見方もあり、これに妥結する動きがうまれ、1964年（昭和39年）7月12日の町民大会で受け入れる方向に大勢が決着した。これに対し、廃止予定の筒石駅がある能生町では引き続き反対するとともに、妥結する方向になった名立町へ反対運動継続の申し入れが行われることになった。最終的に筒石駅は頸城トンネルの中に設置することで妥協がおこなわれ、現行ルートが確定した。
1966年（昭和41年）3月1日に複線電化工事の起工式が行われた。浦本 - 有間川間は1969年（昭和44年）9月29日に新線に切り替えられ、名立駅も新駅に移転した。
新たな駅には貨物扱い設備も設けられたものの、1975年（昭和50年）3月10日には貨物扱いが廃止となった。さらに1985年（昭和60年）3月14日には荷物扱いも廃止となった。
1987年（昭和62年）4月1日の国鉄分割民営化により西日本旅客鉄道（JR西日本）の駅となった。2008年（平成20年）4月1日に無人化され、2015年（平成27年）3月14日にえちごトキめき鉄道に移管された。

### 年表
- 1911年（明治44年）7月1日：信越線の支線として直江津駅 - 名立駅間が開業した際に設置される（一般駅）[24]。当時は終着駅であった。
- 1912年（大正元年）12月16日：信越線が糸魚川駅まで延伸され、途中駅となる[25]。
- 1913年（大正2年）4月1日：線路名称が改定され、信越線の直江津駅 - 糸魚川駅間が北陸本線に編入されるとともに、当駅もその所属となる[26]。
- 1927年（昭和2年）2月8日：昭和2年豪雪のため列車が立ち往生。炊き出しが行われる[27]。
- 1969年（昭和44年）
  - 9月29日：北陸本線の複線電化に伴い現在地に移転[28]。
  - 10月1日：筒石駅および有間川駅との間を改キロ。筒石 - 名立間は6.6キロメートルから4.2キロメートルに、名立 - 有間川間は4.6キロメートルから4.2キロメートルになる[21]。
- 1975年（昭和50年）3月10日：貨物の取扱を廃止する（旅客駅となる）[21]。
- 1985年（昭和60年）3月14日：荷物の取扱を廃止する[21]。
- 1987年（昭和62年）4月1日：国鉄分割民営化により西日本旅客鉄道（JR西日本）の駅となる[22]。
- 2008年（平成20年）4月1日：無人駅となる[23]。
- 2015年（平成27年）3月14日：北陸新幹線・長野駅 - 金沢駅間延伸開業に伴いえちごトキめき鉄道へ移管[2]。快速列車の停車駅になる[29]。

## 駅構造

ホーム（直江津方面を望む）

相対式ホーム2面4線を有する高架駅。外側に停車専用の線路（待避線）が2線、内側に通過専用の線路（通過線）が2線ある。現在、この通過線を走行するのはほぼ貨物列車である。市振方面から直江津方面への着発線は頸城トンネル内に一部がかかり、直江津方面から市振方面への着発線は名立トンネル内に一部がかかる構造で、どちらのトンネルも坑口付近だけ断面を拡大して線路3線を収容する構造になっている。プラットホームの有効長は220メートルある。また新駅に移転した当初は貨物扱い設備を設けており、海側に高床ホーム10メートル、地平ホーム14メートルを備えていた。
駅舎側ののりばに直江津方面の列車が、反対側ののりばに富山方面の列車が発着する。当駅の構内は広く、そのほか駅の有間川方から駅舎脇に側線が分岐しており車庫も設けられている。
当駅の有間川方はすぐ名立トンネル、筒石方はすぐに頸城トンネルがあり、駅は両トンネルに挟まれた場所に所在している。トンネルの間は345メートルに限られ、この関係で全長60メートルの名立川橋梁の上にホームがかかっている。ホームは駅舎や駅の外から見ると高い位置にあり、ホームと駅舎の往復は階段を登ることになる。
ホームから階段を下ったところに駅舎があり、駅舎内には1969年（昭和44年）9月に現在地に移転する前の名立駅の写真などが展示されている。移転前の構内は島式ホームに側線を有する構造であった。駅舎は小駅標準形とされる鉄骨造屋根折板葺き平屋建て157.2平方メートルである。
北陸新幹線金沢延伸まではJR西日本金沢支社の糸魚川地域鉄道部が管理する無人駅で、2008年（平成20年）3月までは簡易委託駅であった。
駅構内には近距離切符専用のタッチパネル式の自動券売機が設置されている。

### のりば
| ホーム      | 路線                | 方向 | 行先           |
| ----------- | ------------------- | ---- | -------------- |
| 駅舎側（1） | ■日本海ひすいライン | 下り | 直江津方面     |
| 反対側（2） | ■日本海ひすいライン | 上り | 糸魚川・泊方面 |

- 構内にはのりば番号標が設置されていない。JR時代は駅掲示時刻表にて上記の番号で案内されていたが（2008年9月時点）、えちごトキめき鉄道においてはのりば番号の設定自体を行っていない。
- 接近表示器から流れるメロディは、直江津方面が『かっこう』、糸魚川・泊方面が『村の鍛冶屋』である。

## 利用状況
2023年（令和5年）度の1日平均乗車人員は77人である。
近年の1日平均乗車人員は以下の通りである。
| 年度   | 1日平均 乗車人員 |
| ------ | ---------------- |
| 2003年 | 164              |
| 2004年 | 153              |
| 2005年 | 161              |
| 2006年 | 149              |
| 2007年 | 148              |
| 2008年 | 140              |
| 2009年 | 135              |
| 2010年 | 124              |
| 2011年 | 118              |
| 2012年 | 108              |
| 2013年 | 105              |
| 2014年 | 75               |
| 2015年 | 96               |
| 2016年 | 102              |
| 2017年 | 99               |
| 2018年 | 90               |
| 2019年 | 79               |
| 2020年 | 83               |
| 2021年 | 78               |
| 2022年 | 83               |
| 2023年 | 77               |

## 駅周辺
名立の中心部からは南東に500メートルほど外れているが、駅からしばらく歩いて北陸自動車道の高架をくぐるとやがて上越市名立区総合事務所（旧名立町役場）が見える。そこからさらに300メートルほど進んだところで海に突き当たり、その付近が名立の市街地である。海沿いには国道8号が通過している。
- 名立海水浴場
- うみてらす名立
- シーサイドパーク名立
- 上越市 名立区総合事務所
- 上越市立名立中学校
- えちご上越農業協同組合（JAえちご）上越名立支店
- 名立郵便局

### バス路線
「名立駅前」停留所にて、市営バス 東飛山線が発着する。国道8号沿いには頸城自動車の「うみてらす名立前」停留所もある。

## 隣の駅
えちごトキめき鉄道
■日本海ひすいライン
筒石駅 - 名立駅 - 有間川駅